# 吴祚来
吴祚来（1963年1月—），男，汉族，安徽怀宁人，中华人民共和国旅美文化学者，政右经左版百位华人公共知识分子。

## 生平
1984年毕业于安徽师范大学历史系，毕业后分配至芜湖市第七中学任教。后考取中国艺术研究院文艺系研究生，获文艺学硕士学位。:418曾任中国艺术研究院科研处副主任、《文艺理论与批评》杂志社社长。2008年因签署“零八宪章”被免去杂志社社长职务，2012年辞职赴美，并获美国长期居留权。

## 著作
- 《中国旅游文化大辞典》（1994年，江西美术出版社）
- 《阅读奥林匹克（古代卷）（上、下）》（2007年，江西美术出版社）
- 《文化是一条河流》（2008年，东方出版社）
- 《写给自己孩子的新寓言》（2009年，江西美术出版社）
- 《中国古典艺术观照：气韵流淌的性灵之美》（2009年，广东人民出版社）
- 《通向公民社会的梯子：准公民社会我们的人文思考》（2010年，华龄出版社）
- 《孔子学堂》（2011年，二十一世纪出版社）
- 《老子学堂》（2012年，二十一世纪出版社）
- 《庄子学堂》（2012年，二十一世纪出版社）
- 《孟子学堂》（2012年，二十一世纪出版社）
- 《我们要往何处去：价值主义与人文关怀》（2013年，新星出版社）
- 《雅典学堂·古希腊智慧》（2013年，二十一世纪出版社）